# Georgina Rizk
Georgina Rizk (en árabe: جورجينا رزق‎; Beirut, 23 de julio de 1953) es una modelo y reina de belleza libanesa, ganadora del título Miss Universo 1971. Hasta el momento, es la primera y única Miss Universo representante del Líbano y de etnia árabe.

## Biografía

### Inicios de su carrera
Nacida en una familia cristiana en Beirut, de padre libanés y madre húngara, Georgina comenzó su carrera como modelo a los 14 años cuando fue descubierta por Andrée Lavidiotti, un modelo y productor que vio un gran potencial en ella y la introdujo en el mundo de los concursos de belleza. «La belleza es la disciplina», dijo. Georgina se sometió a una dieta rigurosa y aplicó su experiencia en baile y maquillaje, con el fin de participar en ferias y desfiles de moda. Pronto estaba trabajando como modelo profesional en el mercado pequeño y limitado a la moda de Beirut. En 1970 fue elegida Miss Líbano y participó en noviembre en Miss Mundo en Londres, pero sin lograr la clasificación. El título también podría dar el derecho a representar al país en Miss Universo al año siguiente.

## Miss Universo
Poco antes de viajar a Miami, un adivino le leyó las cartas y le dijo que viajaría a una tierra lejana y tendría fama y fortuna.
Después de haber competido en el Miss Mundo anterior sin éxito, tiene en el Miss Universo una gran actuación en traje de baño y de noche; su vestido formal fue al estilo odalisca y mostrando el vientre, lleno de bordados de estilo árabe, rompiendo todos los parámetros hasta ese momento y comenzó a ser considerada como una de las favoritas. Al final, elegida entre las 5 finalistas, Georgina fue coronada como la primera Miss Universo representante del Líbano, de Oriente Próximo/Asia Occidental y Mundo árabe.
Su presencia en Miss Universo 1972, celebrado en Dorado, Puerto Rico, para entregar la corona a su sucesora, fue impedida por su gobierno, temeroso de un ataque contra ella. Este temor fue causado por el atentado de un grupo de terroristas japoneses entrenados por la organización Septiembre Negro que realizaron un ataque en el Aeropuerto Internacional de Tel Aviv, Israel, en el que murieron 22 turistas puertorriqueños. Ese año, Líbano tampoco envió representantes al concurso.

## Detalles de Miss Universo 1971
| Posición           | Candidata        | País        |
| Miss Universo 1971 | Georgina Rizk    | Líbano      |
| 2º Lugar           | Suzanne Rayward  | Australia   |
| 3º Lugar           | Pirjo Laitila    | Finlandia   |
| 4º Lugar           | Beba Franco      | Puerto Rico |
| 5º Lugar           | Eliane Guimarães | Brasil      |

## Vida después de Miss Universo
Rizk es una celebridad en su país y fue galardonada con el lanzamiento de sellos postales con su imagen por parte del gobierno.
Rizk actuó en el cine, haciendo tres películas locales y ha sido jueza en los sucesivos concursos Miss Líbano. Quedó viuda de Ali Hassan Salameh, miembro de la organización palestina OLP asesinado por el Mosad con un coche bomba en 1979, cuando se encontraba embarazada de seis meses. Dio a luz a su hijo Ali tres meses después. De acuerdo con los preceptos tradicionales seguidos por Salameh y la cultura palestina, Rizk abandonó su carrera como modelo y actriz y se quedó principalmente en casa. Se decía que el matrimonio solo socializaba con otros ricos libaneses y palestinos. Según amigos cercanos, Rizk no tenía ningún apego por la causa palestina y no apoyaba la OLP, se sintió atraída por Salameh solo por amor. Su romance había comenzado a mediados de los años 1970, en el apogeo de la guerra civil libanesa y se rumoreaba que Yasser Arafat desaprobaba la relación porque claramente violaba la tradición conservadora palestina, manteniéndose hostil hacia Rizk.
Se volvió a casar en 1990, con el renombrado músico libanés Walid Toufic, con quien tuvo dos hijos y actualmente la pareja vive entre El Cairo y Beirut.
| Predecesor: -                           | Miss Líbano 1970   | Sucesor: - (No se envió)            |
| Predecesor: Marisol Malaret Puerto Rico | Miss Universo 1971 | Sucesor: Kerry Anne Wells Australia |